# خلیج گیژیگین
خلیج گیژیگین (انگلیسی: Gizhigin Bay) یک خلیج در استان ماگادان کشور روسیه است.